# Filip Peliwo
Filip Peliwo (* 30. Januar 1994 in Vancouver, British Columbia, Kanada) ist ein polnisch-kanadischer Tennisspieler.

## Karriere
Filip Peliwo spielt hauptsächlich auf der ATP Challenger Tour und der ITF Future Tour.
Er konnte bislang drei Einzelsiege auf der Future Tour feiern sowie zwei Doppelsiege. Auf der Challenger Tour konnte er seinen ersten Triumph im November 2017 in Knoxville feiern. Als Qualifikant konnte er das Finale gegen Denis Kudla in zwei Sätzen gewinnen. Seine größten Erfolge sind der Gewinn der Junioren-Grand-Slam-Turniere von Wimbledon und den US Open im Jahr 2012. Dadurch führte er am 7. September 2012 erstmals die Junioren-Weltrangliste an.
Sein Debüt auf der ATP World Tour gab er im August 2013 bei den Canada Masters, wo er von der Turnierleitung eine Wildcard erhielt. In der ersten Runde profitierte er dabei von der Aufgabe seines Gegners Jarkko Nieminen und zog zugleich bei seinem Debüt in die zweite Runde ein. Dort unterlag er in drei Sätzen Denis Istomin mit 3:6, 6:3 und 3:6. Durch seinen Challenger-Erfolg erreichte er erstmals die Top 200 der Tennis-Weltrangliste.
Im April 2014 erreichte er erstmals über die Qualifikationsrunden das Hauptfeld eines ATP-Turniers. In Casablanca traf er dann in der ersten Runde auf Filippo Volandri, den er in zwei Sätzen besiegte. Im Achtelfinale schied er dann gegen Federico Delbonis knapp in drei Sätzen aus.
2015 spielte Peliwo erstmals für die kanadische Davis-Cup-Mannschaft. Bei der Begegnung gegen Belgien verlor er zwei Einzel gegen David Goffin und Steve Darcis.
Ab 2022 spielte er unter polnischer Flagge.

## Erfolge
| Legende (Anzahl der Siege)  |
| Grand Slam                  |
| ATP World Tour Finals       |
| ATP World Tour Masters 1000 |
| ATP World Tour 500          |
| ATP World Tour 250          |
| ATP Challenger Tour (2)     |

### Einzel

#### Turniersiege
| Nr. | Datum             | Turnier   | Belag         | Finalgegner | Ergebnis |
| --- | ----------------- | --------- | ------------- | ----------- | -------- |
| 1.  | 11. November 2017 | Knoxville | Hartplatz (i) | Denis Kudla | 6:4, 6:2 |

### Doppel

#### Turniersiege
| Nr. | Datum           | Turnier | Belag     | Partner          | Finalgegner      | Ergebnis  |
| --- | --------------- | ------- | --------- | ---------------- | ---------------- | --------- |
| 1.  | 26. August 2023 | Zhuhai  | Hartplatz | Luca Castelnuovo | Li Hanwen Li Zhe | 7:5, 7:64 |

## Abschneiden bei Grand-Slam-Turnieren

### Junioreneinzel
| Turnier         | 2011 | 2012 | Karriere |
| --------------- | ---- | ---- | -------- |
| Australian Open | 1    | F    | F        |
| French Open     | 2    | F    | F        |
| Wimbledon       | 1    | S    | S        |
| US Open         | AF   | S    | S        |

Zeichenerklärung: S = Turniersieg; F, HF, VF, AF = Einzug ins Finale / Halbfinale / Viertelfinale / Achtelfinale; 1, 2, 3 = Ausscheiden in der 1. / 2. / 3. Hauptrunde; nicht ausgetragen

### Juniorendoppel
| Turnier         | 2011 | 2012 | Karriere |
| --------------- | ---- | ---- | -------- |
| Australian Open | 1    | VF   | VF       |
| French Open     | 1    | 1    | 1        |
| Wimbledon       | 1    | VF   | VF       |
| US Open         | 1    | AF   | AF       |